# Kevin Pangos
Kevin Joseph Pangos, (Holland Landing, Ontario, 25 de gener de 1993) és un jugador canadenc de bàsquet amb nacionalitat eslovena i ocupa la posició de base.

## Biografia
Format a l'institut a Newmarket, Ontario, al nord de Toronto, des de molt jove hom el considerava com el "nou Steve Nash". Inicia el seu periple universitari a Gonzaga on va obtenir el campionat de la Conferència de la Costa Oest -fins i tot va disputar la final a 8- i diversos premis individuals -millor jugador, rècord de triples i millor percentatge-. Va fer una mitjana de 13 punts, 3 rebots, 4 assistències i 1 recuperació per partit en les quatre temporades que va jugar en els "Bulldogs".
No obstant això, la seva brillant trajectòria a Gonzaga no va ser suficient per entrar al draft de l'NBA de 2015 ni per garantir-li un contracte a l'NBA, per la qual cosa va decidir emprendre la seva primera incursió professional a Europa. El 22 de juliol de 2015 va signar un contracte per dos anys amb el Club Bàsquet Gran Canària. Després de només una temporada a l'equip canari va exercir la seva clàusula de sortida fitxant pel BC Žalgiris Kaunas per una temporada més una altra opcional.
Després de dues temporades en el conjunt lituà, al juliol 2018 fitxa pel FC Barcelona per dos anys.
El 2020 es va anunciar el seu fitxatge pel Zenit de Sant Petersburg dirigit per Xavi Pascual.

## Palmarès

### Zalgiris Kaunas
- Lliga de Lituània (2): 2017 i 2018
- Copa del Rei Mindaugas (2): 2017 i 2018

### FC Barcelona
- Copa del Rei (1): 2019

### Consideracions individuals
- Quintet Ideal de l'Eurolliga (1):
  - Segon Quintet (1): 2018
- Quintet Ideal de l'Eurocup (1):
  - Segon Quintet (1): 2016
- Jugador de l'Any de la West Coast Conference (1): 2015
- Quintet de la West Coast Conference (4)
  - Primer Quintet (4): 2012, 2013, 2014 i 2015
- All-American AP Team (1):
  - Tercer Quintet (1): 2015